# Pergalumna crassipora
Pergalumna crassipora (лат.) — вид панцирных клещей из отряда Oribatida (Galumnidae). Борнео (Сабах, Малайзия).

## Описание
Микроскопического размера клещи, длина менее 1 мм, размеры тела 246—275 × 186—212 мкм. Ботридиальные щетинки булавовидные. Интерламеллярные сеты короткие, но длиннее диаметра ботридий; поверхность тела с мелкими углублениями; медианные поры отсутствуют. Покровы сильно склеротизованные, тёмные (основная окраска коричневая). Имеют 6 пар генитальных пластинок. Гистеросома округлая, несёт около 10 пар нотогастральных щетинок. На протеросоме расположены гребневидные уплощённые ламеллы.
Впервые был описан в 1995 году, а его валидный статус был подтверждён в ходе родовой ревизии, проведённой акарологами Сергеем Ермиловым (Тюменский государственный университет, Тюмень, Россия) и его коллегами.
Pergalumna crassipora морфологически сходен с видами P. pseudosejugalis, P. pertrichosa и P. hauseri.